# Carmen Montón
Vous lisez un « bon article » labellisé en 2019.
Montón  Giménez est un nom espagnol. Le premier nom de famille, en général paternel, est Montón ; le second, en général maternel, souvent omis, est Giménez.
Carmen Montón Giménez ([ˈkaɾmem mon̪ˈtoŋ xiˈmeneθ]) est une femme politique espagnole née le 9 mars 1976 à Burjassot (province de Valence). Elle est membre du Parti socialiste ouvrier espagnol (PSOE).
Née dans la province de Valence, elle adhère au PSOE en 1992 et est élue au conseil municipal de Burjassot en 1999. Elle fait cinq ans plus tard son entrée au Congrès des députés, où elle se spécialise sur les questions relatives à l'égalité. Elle est ainsi rapporteure de la loi sur le mariage homosexuel, sur l'identité de genre et sur l'avortement. Elle obtient une réforme du règlement du Congrès autorisant le vote à distance, notamment pour les femmes enceintes.
À la suite des élections régionales de 2015, elle est nommée conseillère à la Santé de la Généralité valencienne. Elle rétablit l'universalité de l'accès à la santé, propose une loi sur le droit de mourir dans la dignité et rétablit le caractère public d'un hôpital privatisé vingt ans plus tôt. Devenue en juin 2018 ministre de la Santé du gouvernement espagnol, elle rétablit là encore l'accès de tous à la santé publique et engage l'abrogation du ticket modérateur des médicaments pour les retraités.
Elle est contrainte à la démission trois mois après sa prise de fonction, à la suite de révélations sur les conditions douteuses d'obtention de son master en droit public. Elle s'éloigne alors du premier plan de la vie politique, mais y fait son retour en janvier 2019. En mars 2020, elle est nommée ambassadrice auprès de l'Organisation des États américains.

## Famille et débuts en politique
Carmen Montón Giménez est née à Burjassot, une ville moyenne de la province de Valence, le 9 mars 1976,. Son père, Pedro Montón, est élu municipal de cette ville à la fois urbaine et rurale de la banlieue de Valence, et enseignant,.
Elle adhère aux Jeunesses socialistes d'Espagne (JSE) en 1992 et au Parti socialiste ouvrier espagnol (PSOE) quatre ans plus tard. Aux élections municipales du 13 juin 1999, elle est élue conseillère municipale de Burjassot sur la liste socialiste qui remporte la majorité absolue des voix et des sièges. Elle est ensuite nommée déléguée à la Culture,. Celle qui est surnommée « Carmencita » par ses compagnons de parti occupe alors la même fonction que son père avant elle.
Elle est licenciée en médecine de l'université de Valence mais n'a jamais exercé de profession médicale. En 2000, elle devient secrétaire aux Mouvements sociaux et aux ONG de la direction du Parti socialiste du Pays valencien-PSOE (PSPV-PSOE), sur décision personnelle du nouveau secrétaire général Joan Ignasi Pla.

## Députée de Valence: spécialiste l'égalité
Dans la perspective des élections législatives du 14 mars 2004, Pla et l'ancien président de la Généralité valencienne Joan Lerma, dont elle est une amie personnelle, soutiennent l'investiture de Carmen Montón sur la liste socialiste dans la circonscription de Valence,.
Elle siège comme députée de Valence jusqu'en 2015. Au cours de son mandat, elle est rapporteure de la loi autorisant le mariage pour les couples de personnes de même sexe, de la loi réformant le droit à l'interruption volontaire de grossesse (IVG) et de la loi sur l'identité de genre.

### Loi sur le mariage homosexuel
Carmen Montón est nommée en 2005 coordonnatrice fédérale de l'organisation sectorielle de la Participation citoyenne du PSOE et conserve ce poste pendant sept ans. Le 22 avril, elle défend le projet de loi autorisant le mariage homosexuel, à la tribune du Congrès, affirmant que ce texte offre « une opportunité réelle d'agrandir le concept de citoyenneté » et d'« étendre l'égalité ». Elle s'en prend vertement au Parti populaire (PP), qu'elle accuse d'être « impitoyable avec tout ce qui est différent », s'attirant les applaudissements des représentants du mouvement LGBT. À l'occasion de l'approbation définitive le 30 juin, elle déclare que cette loi « rend l'égalité possible » et « enrichit la mariage, sans l'attaquer ni le dénaturer ».

### Loi sur l'identité de genre
Carmen Montón défend en novembre 2006, au sein de la commission de la Justice, l'adoption du projet de loi relatif à l'identité de genre, arguant que la réforme facilitant les modifications d'état civil bénéficiera à 7 000 personnes qu'elle présente comme un groupe maltraité par le chômage, les statistiques montrant que 90 % des personnes transsexuelles sont sans emploi. Se félicitant que le texte établisse « la primauté du sexe social et psychologique sur l'aspect morphologique », elle salue le « pas en avant » du gouvernement qui passe « des discours aux actes ». Elle justifie l'exclusion des mineurs de ce dispositif car « c'est une décision importante et grave », ainsi que des étrangers parce que le pays « ne peut gouverner le monde entier » et qu'il s'agit d’éviter les discordances administratives entre États.

### Loi sur l'IVG
Réélue en 2008, Carmen Montón présente en décembre la position de son parti sur la réforme législative concernant l'interruption volontaire de grossesse (IVG), à savoir une loi autorisant l'avortement jusqu'à un certain délai — entre les 12e et 18e semaines inclusivement —, et garantissant ce droit dans le cadre du système de santé publique. Réagissant cinq jours plus tard à la clôture des travaux de la sous-commission parlementaire dédiée à cette question, elle indique que cette posture sera retenue par la ministre de l'Égalité Bibiana Aído dans la rédaction de l'avant-projet de loi, alors que le Parti populaire dénonce le fait de n'avoir pas pu auditionner tous les experts ni faire réaliser tous les rapports souhaités.
Juste avant l'adoption du projet de loi de santé sexuelle et reproductive le 17 décembre 2009, elle explique que « nous légiférons pour que soit reconnu le droit des femmes à décider sur leur maternité ». Selon elle, ce texte est bien le fruit d'un consensus puisqu'un seul groupe parlementaire — celui du Parti populaire — a voté en bloc contre le texte. Elle défend l'idée que cette loi est une norme complète, qui cherche à prévenir le recours à l'IVG et qui — pour la première fois — extrait l'avortement du Code pénal afin d'inclure des mesures de prévention et diminuer le nombre d'IVG.

### Vote à distance au Congrès

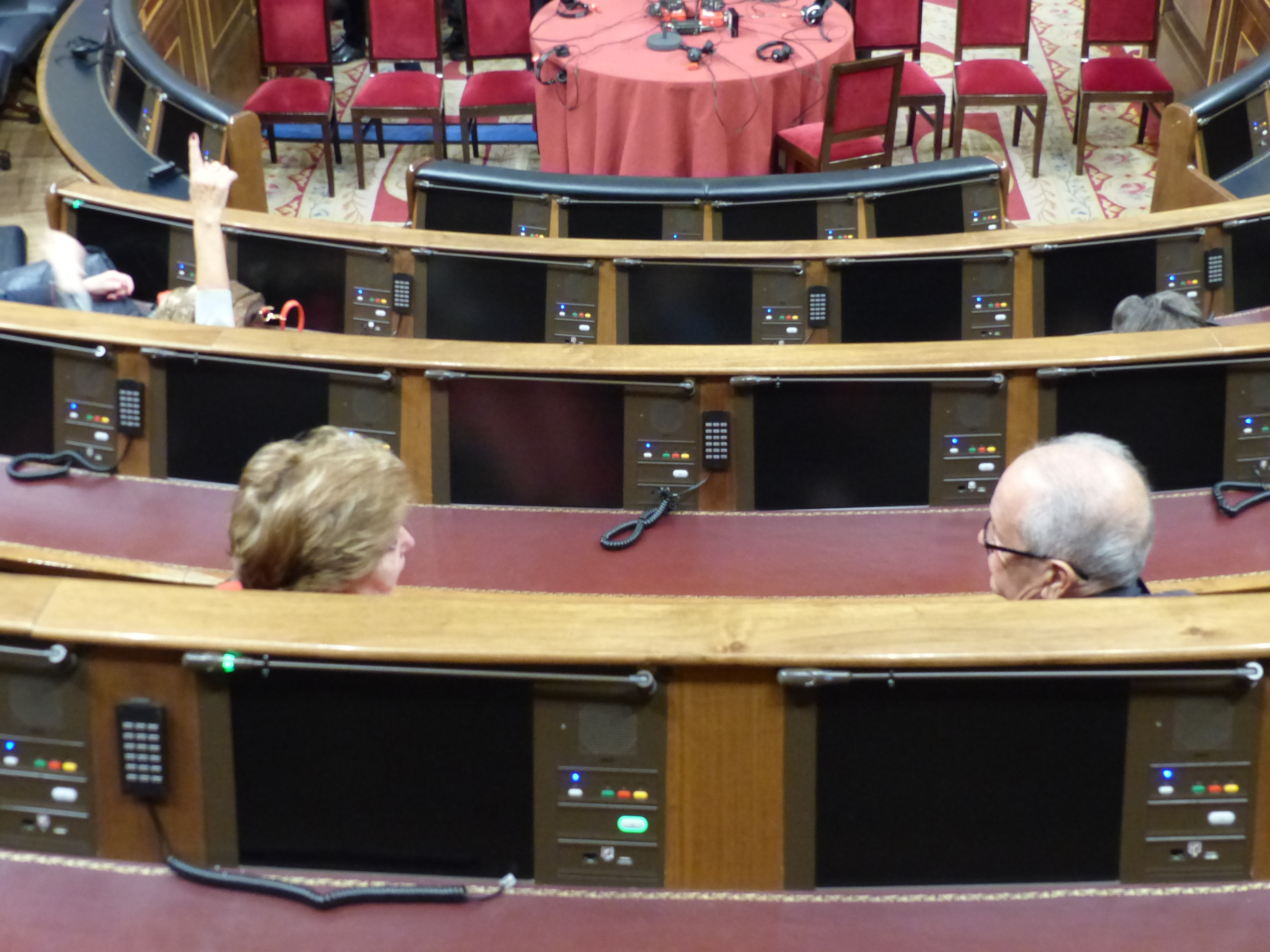
Carmen Montón obtient en 2011 l'autorisation du vote à distance pour les parlementaires enceintes, en congé parental ou gravement malades.

Carmen Montón propose en 2008 une réforme du règlement du Congrès des députés autorisant le vote électronique à distance en cas de grossesse ou de congé parental. Cette réforme, élargie aux cas de maladie grave, est soumise en juillet 2011 à l'examen des parlementaires, deux mois seulement après la naissance de sa fille. Elle explique sa démarche comme « une lutte du PSOE pour introduire un regard féministe au Congrès » et met en cause une « situation perverse » du fait de l'impossibilité de concilier le congé maternité et la présence obligatoire.
Elle suit en 2010 et 2011 un master en études interdisciplinaires du genre à l'université Roi Juan Carlos (URJC), dont l'obtention sera remise en cause sept ans plus tard.

## Ascension dans l'appareil du PSOE

### Numéro trois du groupe parlementaire

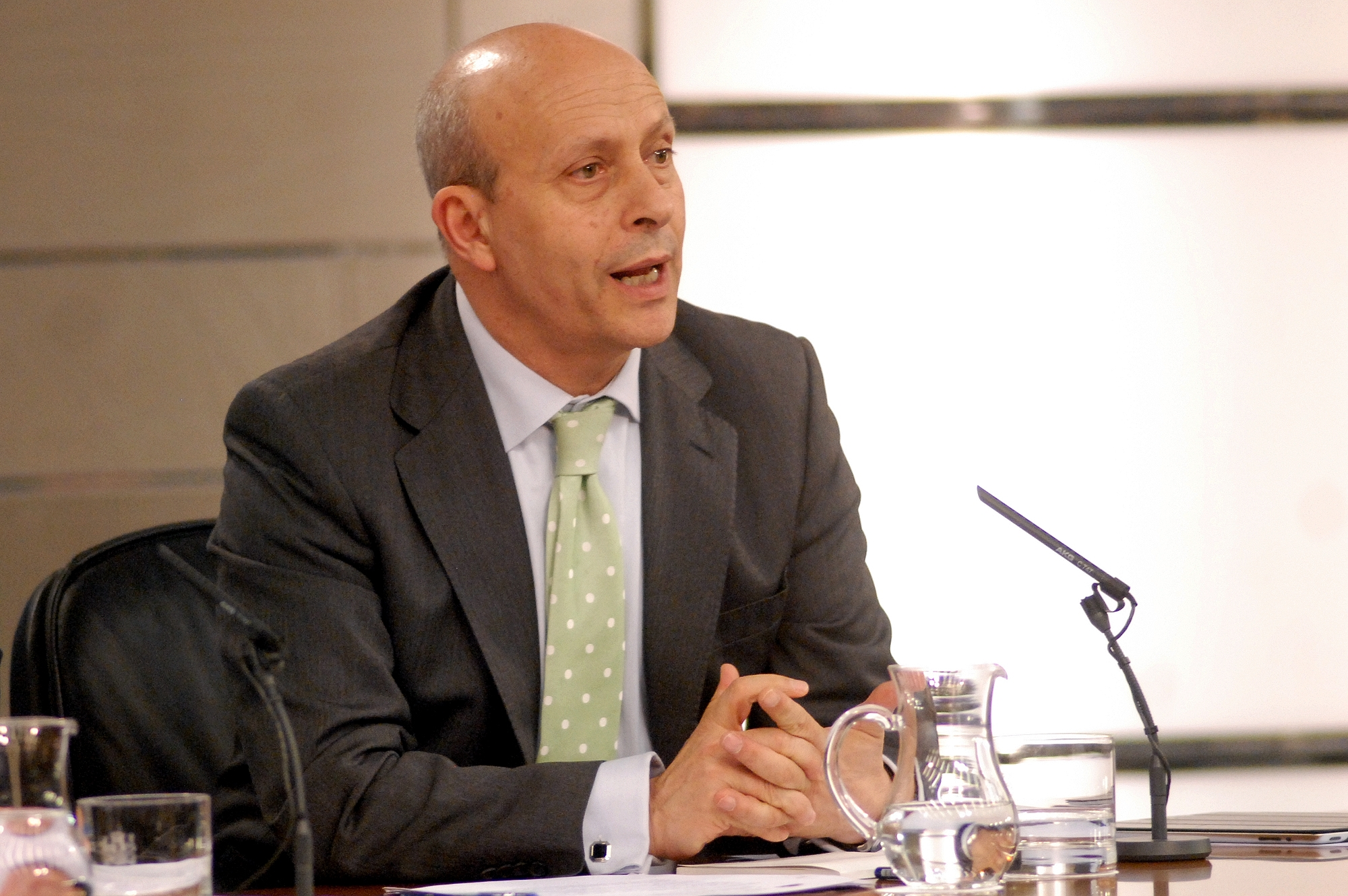
En juillet 2013, Montón accuse le ministre de l'Éducation José Ignacio Wert de mener une réforme éducative classiste, machiste et homophobe.

Nommée porte-parole à la commission parlementaire de l'Égalité en janvier 2012, Carmen Montón est élue le 5 février membre sans responsabilité de la commission exécutive fédérale (CEF) du PSOE en conclusion du XXXVIIe congrès.
Le secrétaire général du parti Alfredo Pérez Rubalcaba procède en mars 2013 à un remaniement fonctionnel du PSOE et de son groupe parlementaire après plusieurs crises. À cette occasion, Montón est promue secrétaire générale adjointe du groupe socialiste au Congrès des députés et se charge spécifiquement des questions liées à l'égalité,.
Elle attaque vertement en juin suivant le ministre de l'Éducation José Ignacio Wert sur son projet de réforme éducative. Accusant l'exécutif de vouloir revenir aux temps du franquisme et détruire le système éducatif, elle dit considérer sa réforme comme « classiste », car elle affecte d'abord les enfants des milieux populaires, « machiste », parce qu'elle « favorise la ségrégation par le sexe », et « homophobe », dans la mesure où elle fait disparaître l'éducation à la citoyenneté, qui prévoyait notamment un module de respect de la diversité. Elle met ensuite en cause « l'arrogance, l'autoritarisme et la provocation » de Wert, qui a réussi à ce que « personne ne veuille de lui comme ministre, dans son ministère ou en dehors ». Le ministre lui rétorque ironiquement qu'il la remercie pour ses « aimables considérations ».

### Secrétaire à l'Égalité de la direction
Après que Pedro Sánchez a remplacé Rubalcaba au cours d'un congrès extraordinaire, Carmen Montón est désignée secrétaire à l'Égalité de la CEF le 27 juillet 2014. Elle fait alors partie des choix du nouveau secrétaire général, qui la voulait spécifiquement pour occuper ce poste.
Elle dénonce en février 2015 la volonté du gouvernement de Mariano Rajoy de modifier la loi sur l'IVG, obligeant les mineures de 16 et 17 ans à obtenir le consentement de leurs parents avant de pratiquer un avortement, alors que la loi de 2010 leur imposait une obligation d'information. Selon elle, « le PP laisse les femmes les plus vulnérables, les plus jeunes, sans défense, ce qui les poussera à recourir à un avortement clandestin et dangereux ». Elle ajoute que « cette réforme est si honteuse qu'aucun ministre n'a voulu la porter, et il a fallu que ce soit le groupe parlementaire qui la soumette au Congrès ». Deux mois plus tard, après avoir appris que le PP a l'intention de retirer toute référence au droit des femmes à la santé reproductive, elle critique un parti « qui légifère en trichant, en passant par l'entrée de service et qui ne pense qu'à ses intérêts électoraux ».

## Conseillère à la Santé du gouvernement valencien

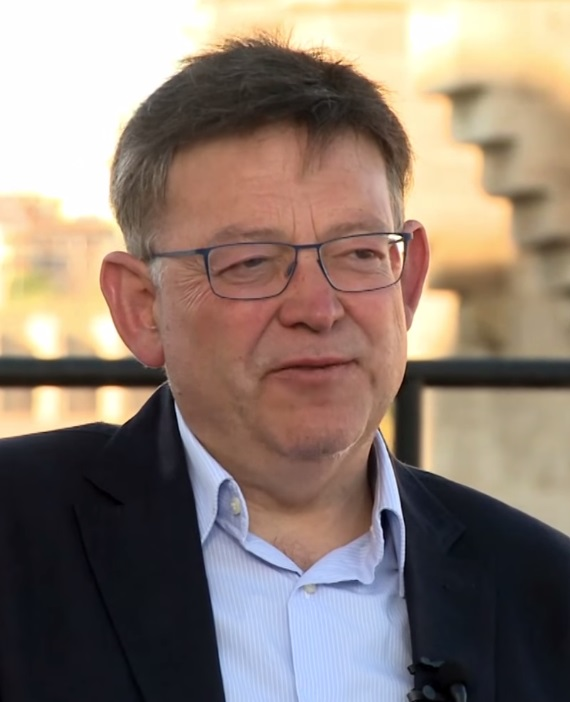
Ximo Puig nomme Carmen Montón conseillère à la Santé de la Généralité valencienne. Elle fait notamment voter une loi de mort digne et rétablit le caractère public de l'hôpital d'Alzira, privatisé 20 ans plus tôt.

Le 29 juin 2015, Carmen Montón est nommée à 39 ans conseillère à la Santé universelle et à la Santé publique de la Généralité valencienne dans le gouvernement de coalition de gauche du socialiste Ximo Puig.

### Défenseure de la santé publique et universelle

#### Santé universelle
Prenant ses fonctions le lendemain, Carmen Montón assure dès le 30 juillet le rétablissement du principe d'accès universel au système de santé publique, ouvrant ce droit à notamment 30 000 migrants en situation irrégulière. Quand cette décision est suspendue par le Tribunal constitutionnel, elle décide de la maintenir en ayant recours à une norme de rang inférieur à la loi, qui ne peut donc être contestée devant la haute juridiction.
Elle annonce au mois d'octobre le rétablissement de la délivrance gratuite de la pilule du lendemain dans les centres de santé sexuelle — supprimé en 2009 — et rouvre le droit à la procréation médicalement assistée pour les lesbiennes et les célibataires, aboli trois ans plus tôt par le précédent gouvernement de la Généralité,.

#### Santé publique
Dans le cadre de l'adoption du projet de loi de finances de la Généralité pour 2017, Carmen Montón fait voter en 2016 une disposition interdisant aux chefs de service et aux chefs de section des hôpitaux publics de partager leur journée entre activité publique et privée, en contrepartie de la perception d'une prime salariale. Cette mesure est contestée en janvier 2020 devant le Tribunal constitutionnel.
Elle présente le 15 décembre 2017 le « projet de loi des droits et garanties de la dignité de la personne dans le processus d'attention à la fin de vie », surnommé la « loi de mort digne » (en espagnol : ley de muerte digna). Sans autoriser l'euthanasie, le texte encadre l'organisation des soins palliatifs et le processus de fin de vie pour éviter la douleur et la souffrance du patient. Le texte est approuvé le 14 juin 2018 par le Parlement valencien.
Elle annonce le 1er avril 2018 le retour dans le secteur public du « département de santé d'Alzira », établissement de santé réunissant un hôpital, 14 centres de santé, 31 cabinets médicaux et 250 000 patients. Privatisé dans les années 1990 par le Parti populaire, il était perçu comme le symbole du transfert de la santé publique au secteur privé. Elle engage immédiatement des renforts de personnel. Un an plus tôt, elle avait déclaré que « la santé privée n'est pas mauvaise, mais elle doit être un complément de la santé publique. La santé est un droit, pas un bien économique négociable ».

### Positions au sein du PSOE
Au cours de la crise interne au PSOE de l'automne 2016, Carmen Montón ne s'associe pas aux démissions au sein de la direction, qui conduiront à la chute de Pedro Sánchez le 1er octobre, contrairement à Ximo Puig. Elle refuse ensuite de prendre parti pendant les primaires pour le 39e congrès du parti en mai 2017, puisque le président de la Généralité apporte son soutien à Susana Díaz, principale concurrente de Sánchez. En conséquence, elle n'est pas rappelée au sein de la CEF le mois suivant, alors que six membres du PSPV-PSOE y font leur entrée.
Lors des primaires qui suivent au sein du PSPV-PSOE, elle prend position en faveur de la réélection de Puig au poste de secrétaire général, qui se trouve alors opposé à Rafa García, maire de sa ville natale. Elle explique « au même titre que je souhaite voir Pedro Sánchez secrétaire général et qu'il soit président du gouvernement, je souhaite que Ximo Puig soit président de la Généralité et secrétaire général » et défend « une posture de cohérence personnelle et politique », soulignant « n'avoir joué aucun rôle dans le processus du congrès fédéral ». Elle est désignée le 30 juillet membre du conseil institutionnel, nouvel organe consultatif placé auprès de la commission exécutive, par le XIIIe congrès du PSOE valencien.

### Polémique
Au mois de décembre 2015, le mari de Carmen Montón, Alberto Hernández, est au centre d'une polémique après que la députation provinciale de Valence a décidé de le nommer directeur général d’Egevasa, la société d'économie mixte chargée de l'approvisionnement en eau et de l'épuration sur le territoire de la province. Il renonce au poste, à la suite des critiques de l'opposition, de Compromís et València en Comú. Du fait de cet épisode, les relations de Montón avec la vice-présidente de la Généralité et porte-parole de Compromís Mónica Oltra se détériorent et se distendent durablement.

## Ministre de la Santé

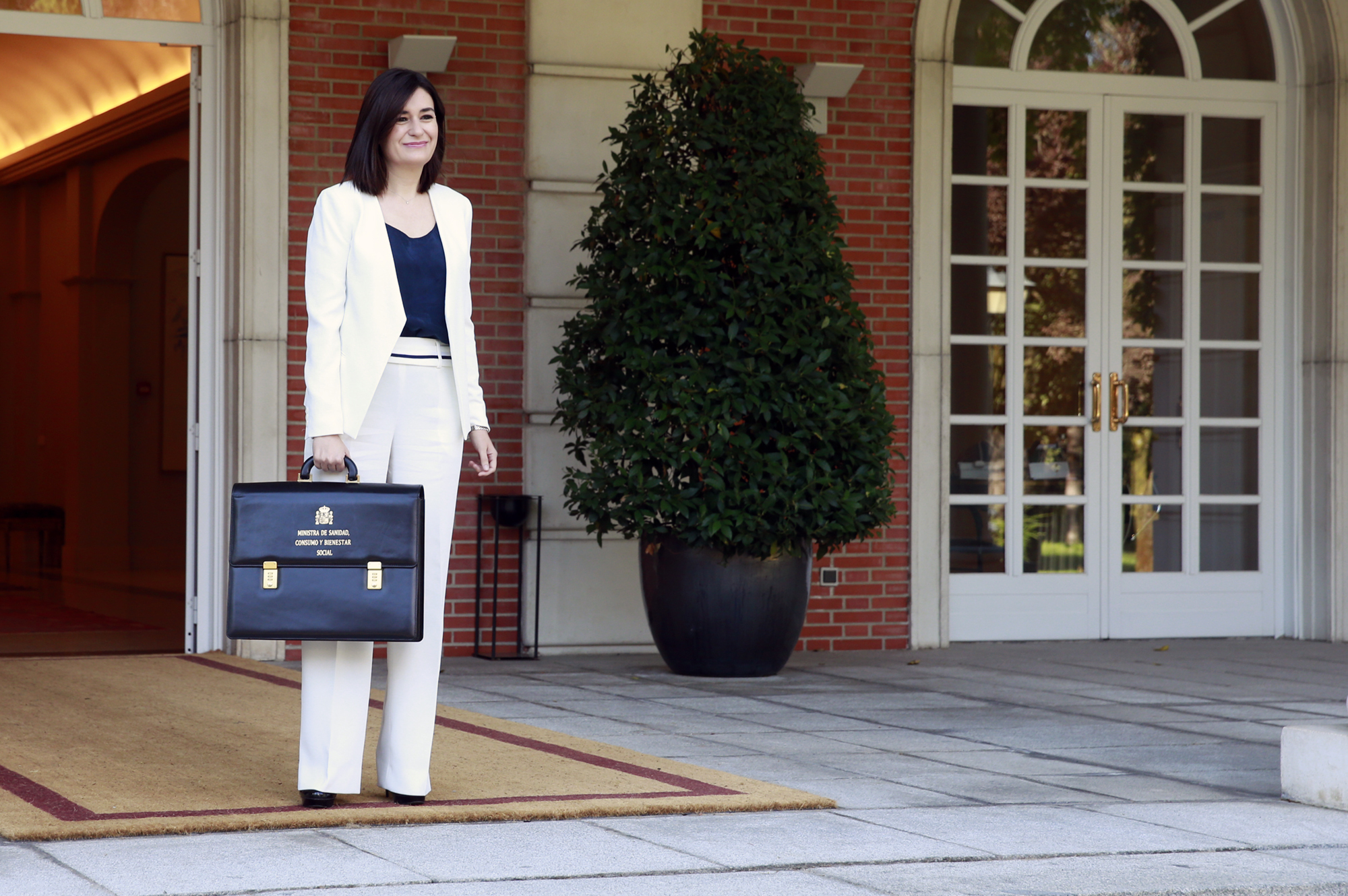
Nommée ministre de la Santé par Pedro Sánchez, Carmen Montón rétablit l'universalité de l'accès à la santé.

Après le vote de la motion de censure ayant porté Pedro Sánchez au pouvoir, la presse révèle le 5 juin 2018 que Carmen Montón sera nommée ministre de la Santé dans le futur gouvernement espagnol. Elle prend ses fonctions deux jours plus tard avec le titre de « ministre de la Santé, de la Consommation et du Bien-être social ».
Avec le ministre de la Science Pedro Duque, elle est présentée comme une opposante farouche à l'homéopathie, ayant déclaré dans le passé que « permettre la vente d'homéopathie en pharmacie comme un médicament génère de la confusion et un risque social, pour la santé et le budget des gens ». À ce titre, elle demande le retrait de la directive européenne qui reconnaît cette équivalence, appelant à « déterrer tout ce qui n'est pas de la science ».

### Rétablissement de la santé universelle
Après un entretien avec Ximo Puig deux semaines après sa prise de fonction, Carmen Montón précise que sa feuille de route consiste « à revenir aux origines d'Ernest Lluch, à la loi générale de la santé de 1986 qui reconnaît la santé comme un droit universel. Et revenir également aux origines de la loi de 2006 [...] relative à l'autonomie personnelle et à la dépendance, toutes deux en vigueur mais qu'il faut appliquer ». Un mois plus tard, elle annonce que l'État va de nouveau prendre en charge les cotisations sociales de 180 000 personnes qui prennent soin d'une personne dépendante de leur famille, et a l'intention de supprimer le ticket modérateur des médicaments pour les retraités.
Elle obtient le 6 septembre la ratification par le Congrès des députés du décret-loi rétablissant l'universalité de la santé : toute personne présente sur le territoire espagnol peut de nouveau accéder aux soins de santé. Les migrants ayant moins de 90 jours de résidence doivent bénéficier de l'accord des services sociaux et le prix des médicaments pour les personnes sans-papiers est réduit de 60 %. Depuis la tribune du Congrès, elle salue « tous ceux qui ont lutté pendant les six dernières années contre l'exclusion sanitaire : les professionnels, les entités et organisations sociales ».

### Affaire du master et démission

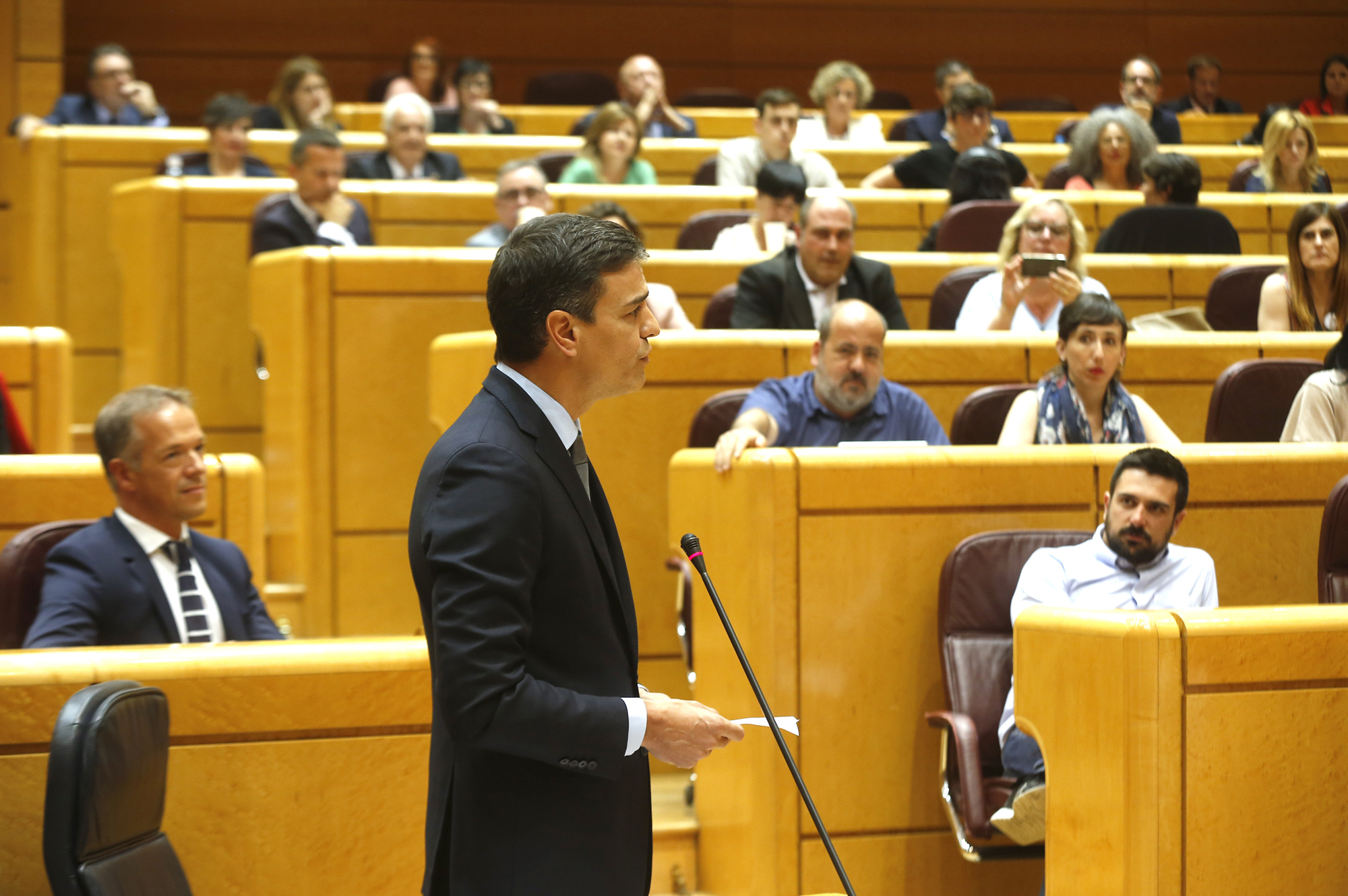
Pedro Sánchez apporte un soutien public appuyé à Carmen Montón, qui démissionne cependant quelques heures plus tard.

Le 10 septembre suivant, le quotidien en ligne ElDiario.es révèle que l'obtention par Carmen Montón de son master en études interdisciplinaires du genre à l'université Roi Juan Carlos en 2011 est entachée de nombreuses irrégularités. Elle se défend en affirmant notamment avoir suivi les enseignements à distance du fait de son mandat parlementaire à l'époque mais remet immédiatement sa charge à disposition du chef de l'exécutif, qui refuse de la démettre. Le journal révèle alors que le règlement du diplôme ne le permettait pas et qu'une de ses notes a été modifiée après la fin de l'année universitaire.
Alors que Unidos Podemos, Ciudadanos et le Parti nationaliste basque en avaient fait la demande, la porte-parole parlementaire socialiste Adriana Lastra indique le lendemain que Carmen Montón a demandé à être entendue par le Congrès des députés pour fournir des explications sur l'obtention de son diplôme. Le soutien public exprimé par Lastra est confirmé peu après par le ministre de l'Équipement José Luis Ábalos, alors que des voix au sein du PSOE et du gouvernement jugeaient inévitable la démission de la ministre de la Santé,. Elle reçoit par la suite l'appui de Sánchez, qui affirme qu' « elle fait un excellent travail et elle continuera de le faire ».
Malgré ces déclarations de soutien, elle annonce dans la soirée avoir remis sa démission. Elle affirme avoir pris cette décision « pour que cette situation n'ait pas d'influence » sur « le magnifique président [du gouvernement] » qu'a l'Espagne. Elle est remplacée par la Haute commissaire à la Lutte contre la pauvreté María Luisa Carcedo. Sa décision est précipitée par la révélation par la chaîne de télévision La Sexta qu'au moins 19 pages sur 52 de son mémoire universitaire ont été copiées sur d'autres auteurs et sur Wikipédia sans qu'ils aient été expressément cités, un fait qu'elle avait caché à Sánchez lors de leurs échanges relatifs à cette affaire.

## Retrait de la politique

### Réflexion sur son avenir
Ayant quitté le gouvernement « avec la conscience tranquille » selon ses proches, Carmen Montón envisage d'exercer une activité médicale, du fait de sa licence en médecine. Si elle a l'intention de continuer à militer au sein du Parti socialiste, elle souhaite en revanche abandonner le premier plan de la vie politique. Elle salue « la qualité humaine » de Pedro Sánchez et son comportement au cœur de la polémique, et refuse de critiquer ceux qui ont appelé, au sein du PSOE et du gouvernement, à son départ.
Le 21 septembre suivant, la juge d'instruction Carmen Rodríguez Medel ouvre une information judiciaire des chefs de corruption passive et prévarication à son encontre. Le parquet de Madrid requiert deux mois plus tard l'abandon des poursuites, affirmant ne pas voir « d'imputations délictueuses » dans les actes de Montón, un argumentaire suivi par la magistrate instructrice qui annonce le classement sans suite de l'affaire le 28 novembre. Interviewée le même jour par la radio Cadena SER, Montón réfute avoir plagié son mémoire, reconnaissant « que ce n'est pas le travail dont [elle est] la plus satisfaite » et affirmant que « il n'y a pas de délit de plagiat ni de volonté d'usurper la propriété intellectuelle de qui que ce soit ». Elle ajoute que, pour elle, « il est encore tôt pour revenir au premier plan de la vie politique » mais précise que « dans tous les cas, [elle n'a] jamais quitté la politique et [n'a] pas l'intention de le faire ».
Elle retourne au premier rang de la scène politique au début de l'année 2019. Après qu'il a été annoncé le 21 janvier qu'elle participera le 9 février à une journée de travail sur la situation du système de santé publique en Cantabrie, elle assiste le 27 janvier à Valence au meeting de proclamation de la candidate socialiste à la mairie Sandra Gómez : elle est alors photographiée en compagnie notamment du porte-parole du groupe socialiste au Parlement valencien Manuel Mata,.

### Activité professionnelle
Carmen Montón est recrutée en juillet 2019 par la fondation Fundamed, constituée et soutenue par les grandes entreprises du secteur de la santé et dirigée par l'ancien ministre Enrique Sánchez de León, après avoir obtenu l'autorisation des services du gouvernement chargés d'éviter les conflits d'intérêts. Alors que la presse évoque son recrutement « par le lobby du secteur pharmaceutique », ce qui semble entrer en contradiction avec sa carrière politique dédiée à la santé publique, elle précise que son arrivée au sein de la structure lui permettra de travailler sur le projet Mujeres por la Sanidad (en français : « Des femmes pour la santé »), qui cherche à améliorer la participation féminine et promouvoir les talents des femmes dans ce domaine,.
À l'occasion du Conseil des ministres du 10 mars 2020, elle est nommée ambassadrice-observatrice permanente de l'Espagne auprès de l'Organisation des États américains (OEA), dont le siège se situe à Washington, D.C.. Cette désignation n'est pas annoncée par la porte-parole du gouvernement mais simplement indiquée par la présidence du gouvernement lors de la publication du dossier de presse résumant les décisions prises au cours de la réunion ; la biographie de Carmen Montón publiée à cette occasion mentionne d'ailleurs le master obtenu à la suite du plagiat de son mémoire.

## Vie privée
Mariée avec Alberto Hernández, elle est mère d'une fille prénommée également Carmen.